# Nicolae Josan
Nicolae Josan (n. 18 septembrie 1983, Rezina) este un fotbalist din R. Moldova care în prezent evoluează la clubul Zaria Bălți în Divizia Națională.

## Palmares

### Club
FC Sheriff
Divizia Națională: 
- 2001/02; 2002/03; 2004/05

 FC Sheriff
Cupa Moldovei:
- 2001/02

 Anji Mahacikala
Prima Divizie Rusă: 
- 2009

### Individual
Cel mai bun mijlocaș al Diviziei Naționale (Moldova):
- 2006/07

Cel mai bun mijlocaș al Diviziei secunde (Rusia):
- 2009

## Goluri internaționale
| # | Data             | Stadion                    | Oponent    | Scor | Rezultat | Competiția                                           |
| - | ---------------- | -------------------------- | ---------- | ---- | -------- | ---------------------------------------------------- |
| 1 | 17 November 2007 | Stadionul Zimbru, Chișinău | Ungaria    | 3-0  | Victorie | Preliminariile Campionatului European de Fotbal 2008 |
| 2 | 12 October 2010  | Serravalle                 | San Marino | 2-0  | Victorie | Preliminariile Campionatului European de Fotbal 2012 |